# کاتسوتومو اوشیبا
کاتسوتومو اوشیبا (انگلیسی: Katsutomo Oshiba؛ زادهٔ ۱۰ مهٔ ۱۹۷۳) بازیکن فوتبال اهل ژاپن است.
از باشگاه‌هایی که در آن بازی کرده‌است می‌توان به باشگاه فوتبال جف یونایتد ایچیهارا چیبا اشاره کرد.